# Meandre del Segre a la Torre de Claverol
El Meandre del Segre a la Torre Claverol és una zona humida de 45,91 Ha, situada aigües avall del Partidor de Balaguer. Es tracta d'un tram del riu Segre en què aquest forma un gran meandre i la plana al·luvial adjacent conserva un bosc de ribera ample i ben constituït. El riu forma diversos braços i l'acumulació de sediments origina petites illes fluvials i extensos codolars. Al marge dret, els braços del riu formen alguna petita llacuna fluvial.
La vegetació forestal de ribera dominant és la salzeda, amb salze blanc (Salix alba), saulic (Salix purpurea), vern (Alnus glutinosa), freixe (Fraxinus angustifolia), àlber (Populus alba) i pollancre (Populus nigra). A les zones d'aigües més calmades es formen canyissars i sobretot bogars, molt ben constituïts.
Segons la cartografia dels hàbitats de Catalunya, en aquesta zona apareixen els següents hàbitats d'interès comunitari:
- 3260 Rius de terra baixa i de la muntanya mitjana amb vegetació submersa o parcialment flotant (Ranunculion fluitantis i Callitricho-Batrachion)

- 3270 Rius amb vores llotoses colonitzades per herbassars nitròfils del Chenopodion rubri (p.p.) i del Bidention (p.p.)
- 3280 Rius mediterranis permanents, amb gespes nitròfiles del Paspalo-Agrostidion orlades d'àlbers i salzes
- 6420 Jonqueres i herbassars graminoides humits, mediterranis, del Molinio-Holoschoenion
- 92A0 Alberedes, salzedes i altres boscos de ribera

També s'hi ha citat l'hàbitat d'interès comunitari 3250 Rius mediterranis amb vegetació del Glaucion flavi (vegetació de lleres pedregoses dels rius mediterranis).
Pel que fa als ocells, a la zona hi cria el corriol petit (Charadrius dubius). Les zones de codolars i de graveres són també molt atractives per a altres limícoles hivernants o en migració.
Les extraccions d'àrids realitzades a la zona han comportat una destrucció del bosc de ribera i una degradació del paisatge. Queden, al marge dret, restes d'aquestes activitats (mur de formigó, etc.). Hi ha també alguns abocaments de residus. L'expansió dels conreus provoca també l'estretament o fins i tot la pràctica desaparició del bosc de ribera en alguns sectors. La construcció d'una escullera de pedra ha malmès bona part de la vegetació de ribera.
Aquesta zona humida està situada dins l'espai de la Xarxa Natura 2000 ES5130014 "Aiguabarreig Segre- Noguera Pallaresa".